# Bayerische Oberlandbahn
De Bayerische Oberlandbahn GmbH (BOB) is een private spoorwegonderneming, gevestigd in Holzkirchen die haar treinen rijdt onder de merknaam BRB. BOB is een dochter van Transdev GmbH die tot 2006 Connex Verkehr GmbH heette en tot 16 maart 2015 Veolia Verkehr GmbH.
De lijnen die BOB bedient, verbinden München met de in de Beierse Alpen gelegen eindstations Bayrischzell, Lenggries en Tegernsee. Doordat de spoorlijnen ten zuiden van Holzkirchen niet geëlektrificeerd zijn, wordt het netwerk geëxploiteerd met dieseltreinstellen. Sinds 15 december 2013 exploiteert de Bayerische Oberlandbahn onder de naam Meridian (sinds 2020 onder de naam BRB) de concessie E-Netz Rosenheim tussen München, Salzburg en Kufstein. Daarnaast heeft BOB ook een onderhoudsbedrijf in Lenggries voor het onderhoud van de eigen treinen. Bij de start van Meridian kwamen er twee onderhoudsbedrijven in Regensburg en Freilassing daarbij.

## Bediende spoorlijnen

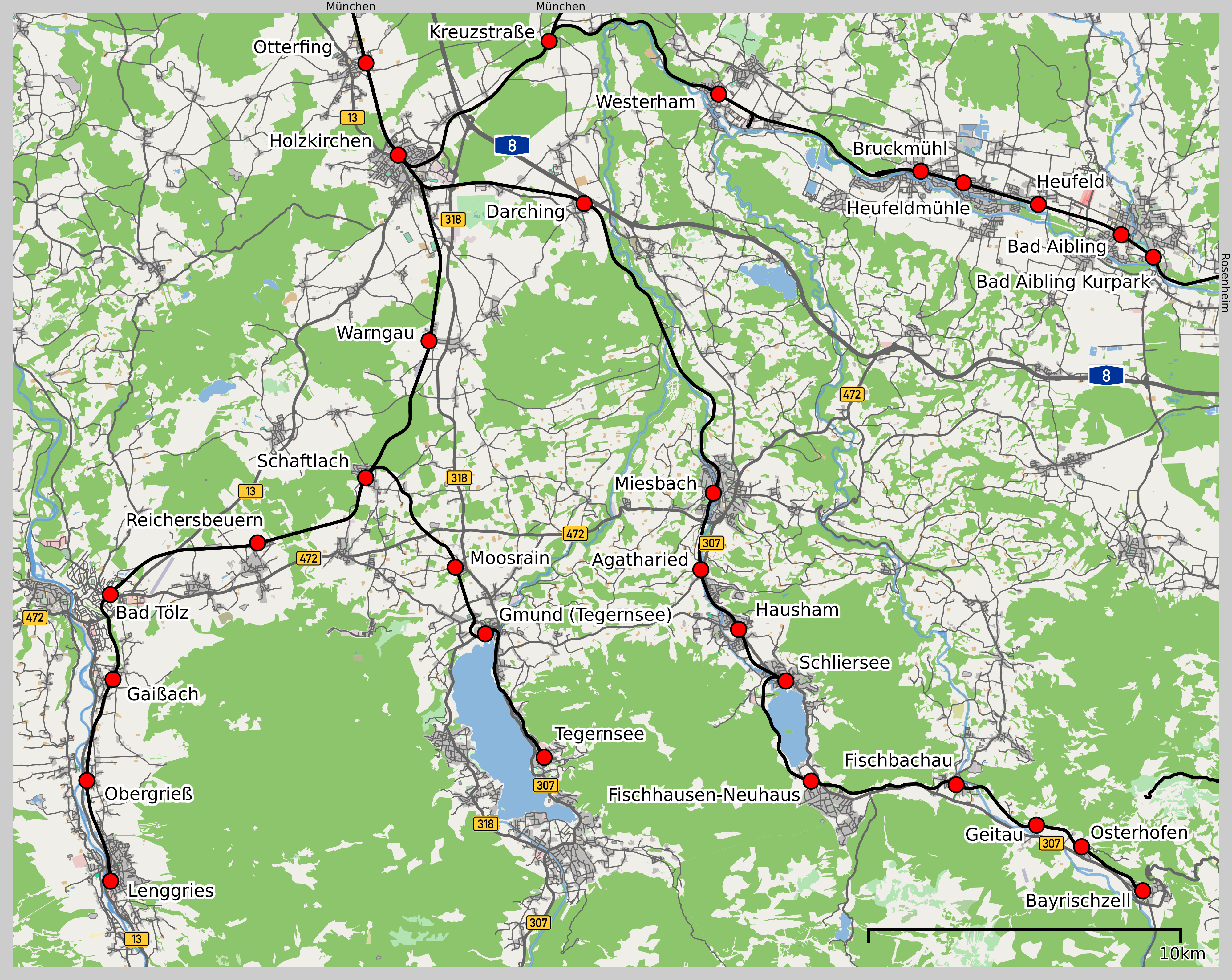
De door BOB bediende spoorlijnen ten zuiden van Holzkirchen

De Bayerische Oberlandbahn exploiteert onder zijn eigen naam de volgende spoorlijnen:
- München - Lenggries;
- Holzkirchen - Schliersee en Schliersee - Bayrischzell;
- Holzkirchen - Schaftlach - Lenggries;
- Schaftlach - Tegernsee.

BOB exploiteert onder de naam BRB (tot 2020 onder de naam Meridian) de volgende spoorlijnen:
- München - Rosenheim en Rosenheim - Salzburg;
- Rosenheim - Kufstein;
- Holzkirchen - Rosenheim.

De drie lijnen naar Bayrischzell, Lenggries en Tegernsee rijden elk uur (in de spits ook elk halfuur) en rijden over de vroegere Bayerische Maximiliansbahn gemeenschappelijk van München Hauptbahnhof in zuidelijke richting naar Holzkirchen. Hier splitst één treinstel zich af richting het oosten via Miesbach en Schliersee naar Bayrischzell. De beide andere treinstellen rijden samen verder van Holzkirchen naar Schaftlach. Eén treinstel rijdt richting het zuidwesten via Bad Tölz naar Lenggries, de andere in zuidoostelijke richting naar Tegernsee. De trein naar Tegernsee maakt daarbij gebruikt van de spoorlijn van de Tegernseebahn, die de gemeente Gmund am Tegernsee en de stad Tegernsee exploiteert. De andere spoorlijnen horen bij DB Netz.
Gezien de spitsrichting rijden de meeste treinen vanaf München tot Holzkirchen met drie treinstellen. In Holzkirchen wordt het eerste treinstel afgekoppeld (vleugeltrein), in Schaftlach voor de tweede keer. Op de terugreis worden de treinstellen in Schaftlach en Holzkirchen weer verbonden. Daardoor hoeft men niet over te stappen op de tussengelegen stations.
Onder de merknaam Mitteldeutsche Regiobahn exploiteert de Bayerische Oberlandbahn samen met Transdev Regio Ost lijnen in Saksen.

## Geschiedenis

Voormalige logo van de Bayerische Oberlandbahn

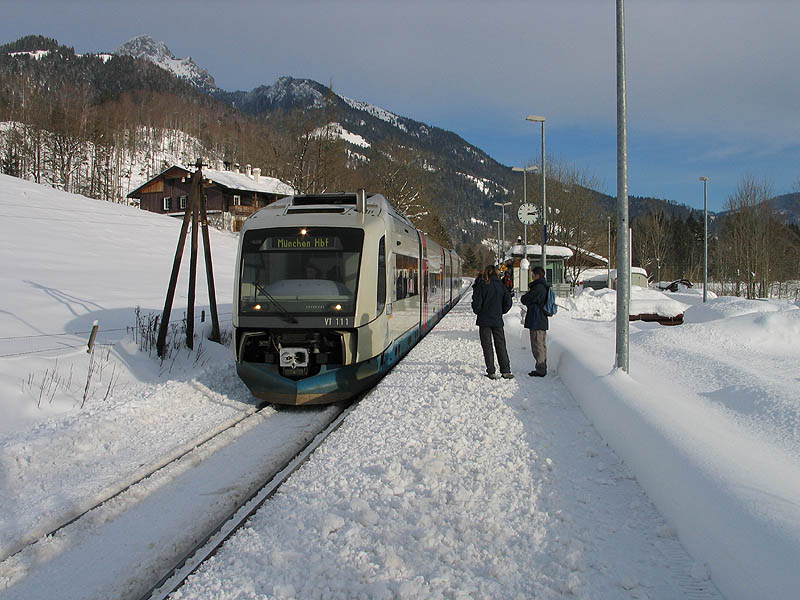
Integral-treinstel bij de halte Geitau (2005)

BOB werd op 31 maart 1998 opgericht en op 29 november 1998 begon de exploitatie. Op 10 maart 1998 kreeg op toelating om op het spoor te rijden. Een aanbesteding van de spoorlijn volgde om meer concurrentie te krijgen op het Beierse spoornet. BOB was de eerste private onderneming in Beieren. De technische opstartproblemen van de toen nog onbetrouwbare Integral-treinen zijn grotendeels verholpen. Sinds begin juli 2004 zijn er bij BOB drie Talent-treinstellen als versterking in de spits naast de 17 Integral-treinstellen toegevoegd.
Het aantal dagelijkse passagiers steeg van 4.500 in het eerste exploitatiejaar naar 13.000 in 2004 en lag daarmee 200 procent boven de prognoses.
In 2015 zijn er rond de 5 miljoen mensen door de Bayerische Oberlandbahn vervoerd. In 2014 zorgde de Bayerische Oberlandbahn met beide merken BOB en Meridian samen voor 6,53 miljoen treinkilometers, waarbij Meridian 4,49 miljoen treinkilometers reed en BOB 2,04 miljoen treinkilometers.
De Deutsche Bahn hield op mededingingsrechtelijke gronden 1 maart 2002 een aandeel van 50% in de onderneming. Begin 2004 gaf DB het aandeel als optie terug aan Connex (nu Transdev GmbH).
Het OV-Bureau Beieren (Bayerische Eisenbahngesellschaft) schreef op 2012 een nieuwe aanbesteding uit voor de lijnen in het Oberland voor de looptijd van december 2013 tot december 2024. DB Regio, die naast BOB de concessie gewonnen had, trok zich in mei 2012 terug omdat zij niet het rollend materieel wou overnemen. In september 2012 kreeg BOB de concessie definitief, in zijn aanbod op de nieuwe concessie stond een uitbreiding van de treindienst in zowel het forenzenverkeer als ook tijdens de belangrijkste recreatietijden.
Sinds midden december 2013 bereikte het netwerk van Bayerisch Oberland door de verdichting van de treindienst voor 12% meer treinkilometers.
Sinds de start van de dienstregeling 2014 (15 december 2013) exploiteert de Bayerische Oberlandbahn onder het merk Meridian (sinds 2020 onder de naam BRB) de lijnen München - Holzkirchen - Rosenheim en München - Rosenheim - Salzburg/Kufstein. Deze concessie loopt tot 13 december 2025.

## Ongeval bij Bad Aibling
Op 9 februari 2016 botsten twee treinen van Meridian frontaal op elkaar bij Bad Aibling. Door een fout van de treindienstleider werd de trein richting Holzkirchen toestemming gegeven om het enkelsporige traject op te rijden. De trein uit de richting Holzkirchen had 4 minuten vertraging en bevond zich nog op het traject. Door een onoverzichtelijke bocht zagen beide machinisten elkaar te laat waardoor de twee FLIRT 3-treinstellen frontaal op elkaar botsten. Er vielen 12 doden en er raakte 85 mensen gewond waarvan 24 zwaargewond.

## Materieel

### Integral

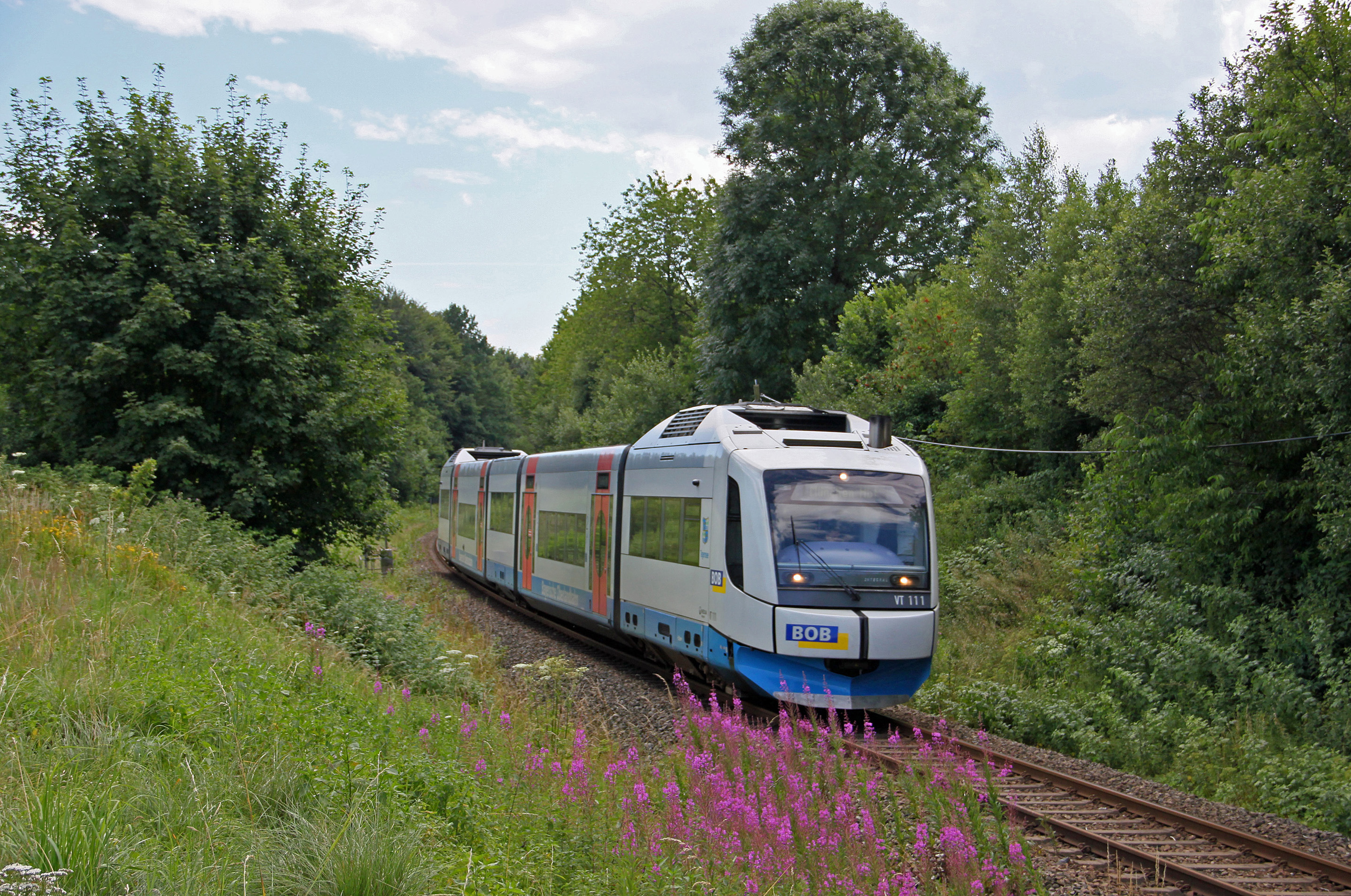
Integral-treinstel van BOB (2011)

De Integral-treinstellen is speciaal ontwikkeld voor snel (ont)koppelen en is een modern dieseltreinstel. BOB schafte 17 vijfdelige treinstellen aan, die bestaan uit twee koprijtuigen met de motoren, een rijtuig met een draaistel in het midden en twee reizigersrijtuigen. De treinstellen hebben een automatische middenbufferkoppeling voor het vleugeltreinconcept. Een technische vernieuwing was het "virtuele draaistel", die automatisch zorgt voor een optimale afstelling van de assen, voor de beste loop van de trein en gelijktijdig werd de slijtage van de wielen en de sporen geminimaliseerd. Een Integral-treinstel is eigenlijk een treinstam. Alle rijtuigen kunnen door hun modulaire bouw eenvoudig uitgewisseld worden tussen de diverse treinstammen wat uitwisseling tussen de treinstammen mogelijk maakt. Door de hoge rijdynamiek van de treinen kunnen ze snel optrekken. De trein heeft een gelijkvloerse instap, kinderspeelhoek en een toegankelijk toilet met een gesloten systeem met een bioreactor.

### Talent

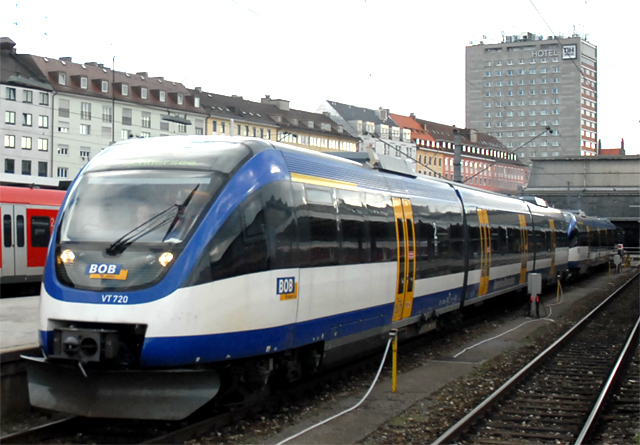
Talent-treinstel in München Hauptbahnhof (2007)

Talent is een treinstel gebouwd door Talbot en staat voor Talbot Leichter Nahverkehrstriebwagen (Talbot lichte regionale treinstel). De trein beschikt over een klimaatsysteem, WC, rolstoelplank, tafel bij een aantal stoelen en twee grote ruimtes waar ook fietsen kunnen worden opgesteld. De in totaal 9 driedelige treinstellen worden door BOB voornamelijk gebruikt als verstrekkingstreinen in de spits.

### Technische specificaties
|                 | Integral                                                 | Talent                                                   |
| Totale lengte   | 53,43 m                                                  | 48,5 m                                                   |
| Breedte         | 2,95 m                                                   | 2,93 m                                                   |
| Maximumsnelheid | 140 km/h                                                 | 120 km/h                                                 |
| Vermogen        | 3 motoren à 315 kW                                       | 2 motoren à 315 kW                                       |
| Zitplaatsen     | 164 (152 zitplaatsen 2de klas, 12 zitplaatsen 1ste klas) | 137 (121 zitplaatsen 2de klas, 16 zitplaatsen 1ste klas) |
| Staanplaatsen   | 200                                                      | 160                                                      |

### Locomotieven V125 en V126

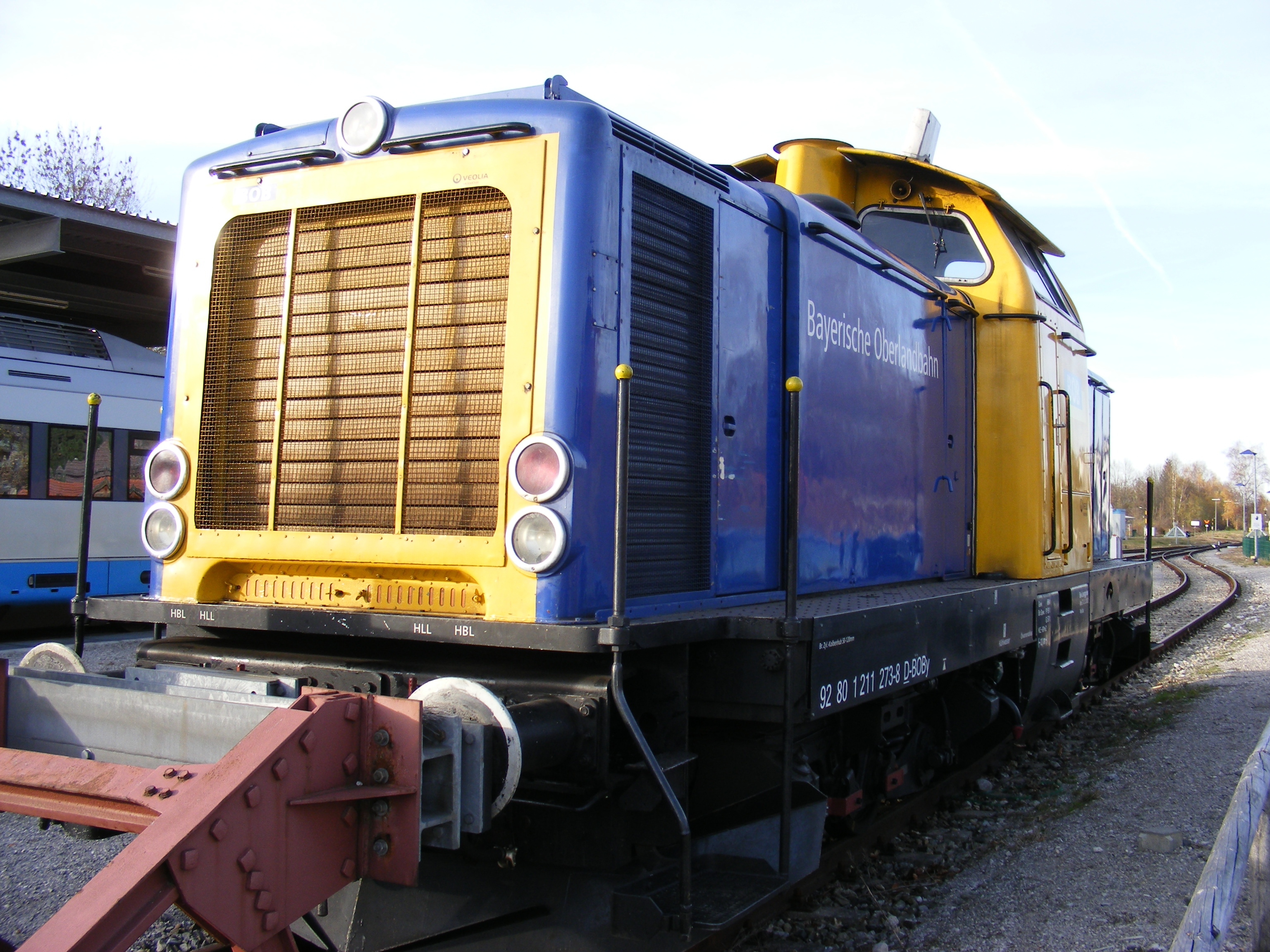
BOB-rangeerlocomotief V125 (2008)

De Bayerische Oberlandbahn beschikt ook nog over twee diesellocomotieven. De V125 (Baureihe V 10010), gebouwd door Krupp in 1962, wordt gebruikt als sneeuwploeg en is een reservelocomotief. De V126 (Baureihe V 10020) is in 1964 gebouwd door MaK Kiel.

## Dienstregeling
De lijnen worden in een regelmatige uurfrequentie (met spitstreinen) bediend. Sinds 12 december 2004 heeft de dienstregeling een symmetrietijd die 5 à 6 minuten later lag dan op de meerderheid van de Midden-Europese lijnen gewoon was. Hierdoor werd de overstaptijd 10 tot 12 minuten langer dan bij de tegentreinen. Bij de nieuwe dienstregeling van 2014 (15 december 2013) werden de vertrektijden verschoven zodat dit probleem verholpen werd.

## Service
BOB heeft eigen treinkaartautomaten. Ook op de DB-automaten kunnen treinkaarten voor de BOB-lijnen gekocht worden, maar de prijs kan hier tot 30% hoger liggen. Sinds 15 december 2013 hoeven de treinkaarten niet meer gedateerd te worden, omdat de kaartenautomaat vanaf dat moment op datum uitgeeft. Tevens geven de BOB-automaten ook kaarten uit, die zowel in de treinen van BOB en Meridian gebruikt kunnen worden evenals andere vervoersmiddelen in het tariefgebied van München.
De onderneming kreeg in de eerste jaren verschillende onderscheidingen. Zo werd de onderneming door de Duitse Consumentenbond (Stiftung Warentest) in 2003 aangemerkt als een van de beste Duitse spoorwegondernemingen. Verdere onderscheidingen zijn onder andere het Mobifair-Sozialzertifikat, dat bevestigde dat de onderneming zich aan lonen en sociale normen hield, de TouPLUS 2010 (een milieuprijs) en de Beierse OV-ereprijs. De Bayerische Oberlandbahn kreeg bij een kwaliteitskeuring van het OV-bureau Beieren sinds 2009 toch een negatief resultaat. In 2013 lag BOB op plaats 13 van de 15 spoorwegmaatschappijen. Het Beierse OV-bureau betitelde BOB na het slechte resultaat van de kwaliteitsmeting in 2013 als "actuele zorgenkind in het Beierse regionale verkeer." Als reden hiervoor werd gegeven de duidelijke verslechtering van de punctualiteit sinds de dienstregeling van 2014, problemen met de kaartenautomaten, die tot verhoogde prijzen leidde en de gebrekkige klantcommunicatie. De problemen met de punctualiteit zijn terug te leiden naar de Talent-treinstellen die sinds december 2013 op de lijnen rijden. Deze kunnen niet snel genoeg koppelen wat vrij essentieel is op deze verbinding. De treinstellen werden van andere spoorwegmaatschappijen van de Transdev-Groep naar Beieren gebracht, zonder aangepast te worden aan de lokale omstandigheden. Wegens de grote problemen werden de eerste boetes uitgedeeld, maar het OV-bureau kondigde aan verdere sancties mogelijk zijn. Sindsdien verbeterde de Bayerische Oberlandbahn zichzelf en bevindt zich momenteel op plaats 20 in de kwaliteitslader van de 28 spoorwegmaatschappijen in Beieren. (stand: 31 oktober 2016)

## Bezettingsgraad
De treinen zijn zowel tijdens de spitsuren met forenzen en scholieren goed bezet, maar ook het recreatieverkeer in het weekend naar het Opper-Beierse wandelgebied (busaansluitingen in Lenggries en Tegernsee richting Karwendel, Achenmeer en Rofan) en skigebied (Wendelstein, Sudelfeld, Brauneck, Spitzing). In het bijzonder in de winter, wanneer bij zonsondergang veel recreanten op hetzelfde tijdstip teruggaan. Op mooie zomerdagen wordt de maximale capaciteit van de treinen soms bereikt. Het enkelsporige traject beschikt over weinig passeermogelijkheden. Enkele daarvan werden eind twintigste eeuw opgeheven. Hierdoor kan de capaciteit niet worden verhoogd, waardoor het aantal treinen in de spits maar beperkt is uitgebreid in de jaren '60, als in de winterweekenden tot zes extra treinen 's morgens naar Bayrischzell en 's avonds terug naar München rijden.